# Диана (зала)
Вижте пояснителната страница за други значения на Диана.
„Диана“ е спортна зала в Ямбол.
Разположена е в градския парк. Построена е през 1964 г. Домакин на зала „Диана“ е баскетболен клуб „Тунджа“.
Залата е сред най-големите спортни арени в България с капацитет от 3000 седящи места. Представлява голям спортен комплекс, в който освен основната зала се използват по-малки за гимнастика, бокс и борба.
През 2006 г. стартира мащабен проект за разширение на сградата, който предвижда изграждане на зала за спортна акробатика и скокове на батут с цел Ямбол да се превърне в национален център за подготовка по тези спортове.